# Jan Choinski
Jan Choinski (Coblenza, 10 de junio de 1996) es un tenista profesional alemán nacionalizado británico.

## Vida personal
Choinski representó a Alemania desde el comienzo de su carrera hasta finales de 2018. Ahora juega para Gran Bretaña. Su madre es de Southampton.

## Títulos ATP Challenger (2; 2+0)

### Individuales (2)
| N.° | Fecha                   | Torneo   | Superficie    | Oponente en la final | Resultado |
| --- | ----------------------- | -------- | ------------- | -------------------- | --------- |
| 1.  | 9 de octubre de 2022    | Campinas | Tierra batida | Juan Pablo Varillas  | 6-4, 6-4  |
| 2.  | 8 de septiembre de 2024 | Tulln    | Tierra batida | Lukas Neumayer       | 6-4, 6-1  |